# Karl Ludwig Dyckerhoff
Karl Ludwig Dyckerhoff (* 13. September 1869 in Wiesbaden-Biebrich; † 10. Dezember 1938 ebenda) war ein deutscher Unternehmer.

## Leben
Karl Ludwig  Dyckerhoff wurde als Sohn des Gustav Dyckerhoff und dessen Gemahlin Luise Emilie Helmreich geboren. 1897 heiratete er Lucie  Antonie  Albert (* 1874). Aus der Ehe ging der Sohn Hans hervor.
Nach der Schulausbildung absolvierte Karl eine kaufmännische Lehre in Antwerpen und London und trat 1896 in das väterliche Unternehmen Portland-Zement-Fabrik Dyckerhoff in Mainz-Amöneburg ein. Er wurde Teilhaber und kaufmännischer Leiter des Betriebs. 1891 erhielt er die Bestellung zum Geschäftsführer.
Er schlug eine militärische Laufbahn ein, wurde 1893 Leutnant und 1911 Rittmeister. 1917 wurde er Dezernent im Kriegsministerium und beendete seine Karriere als Major der Reserve. 1923 wurde er aus den besetzten Gebieten ausgewiesen, kam aber bereits nach einem Jahr wieder in seinen Heimatort Biebrich.
Dyckerhoff war Gründer des Vereins „Volkswohl“ in Biebrich.